# アシエント

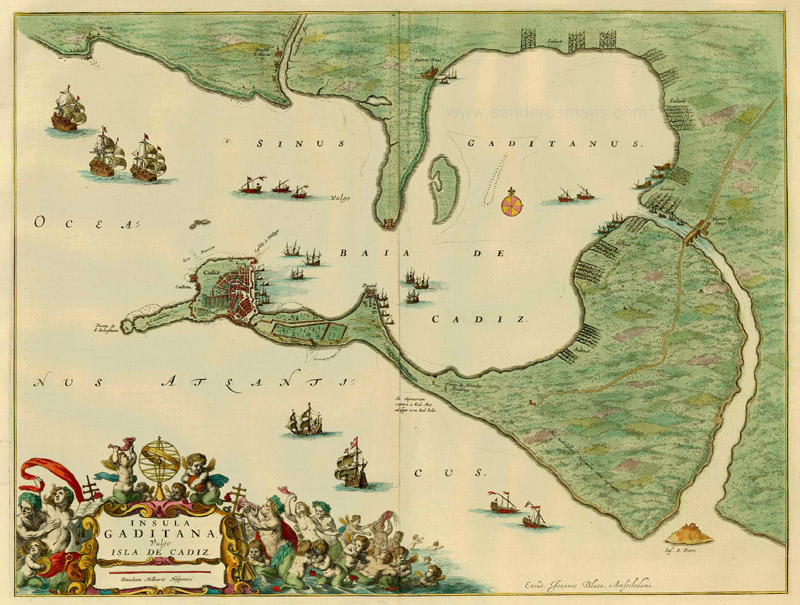
カディスの地図（1662年）

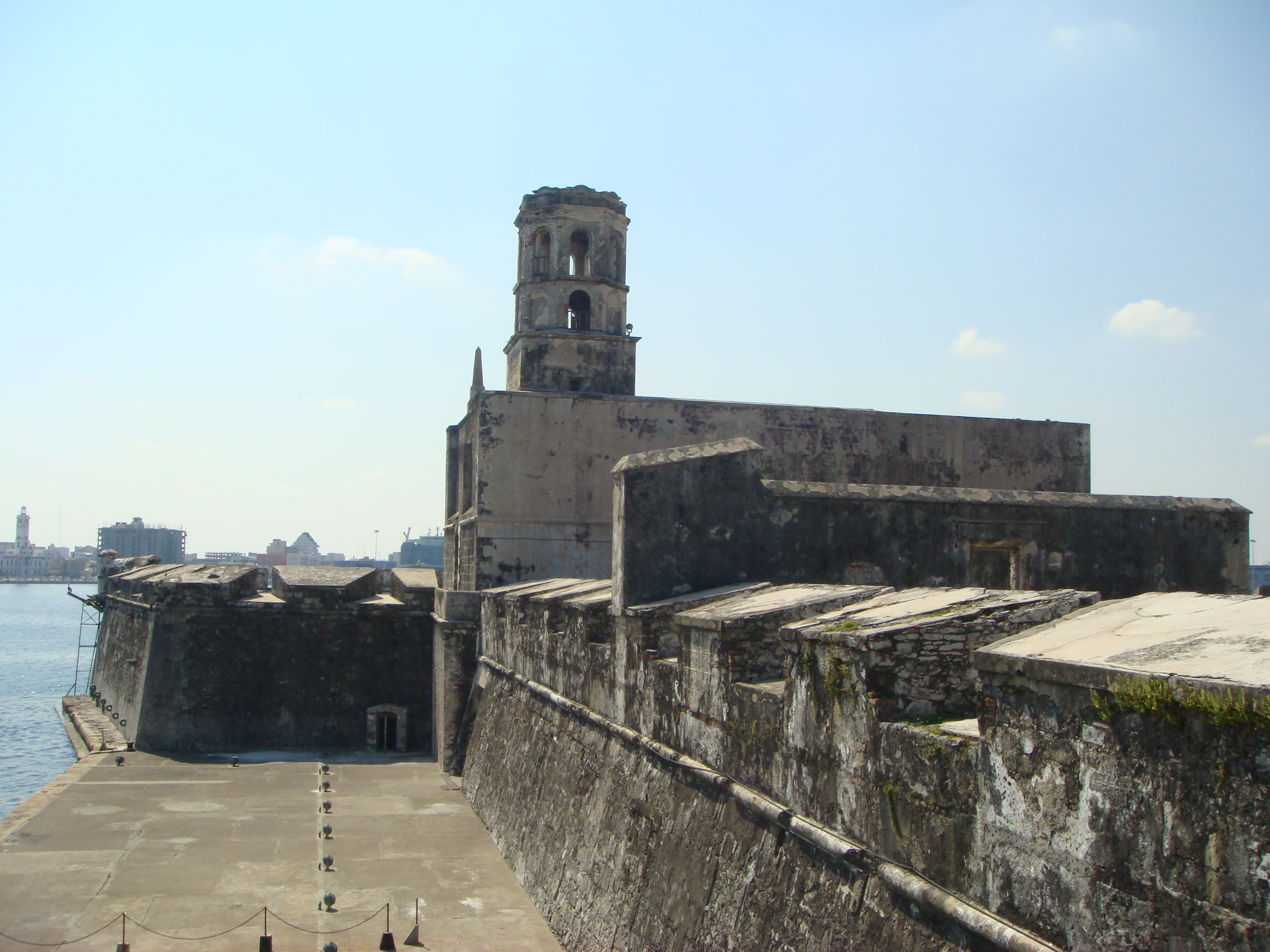
サン・フアン・デ・ウルア、メキシコにあるスペインの城塞（2008年）

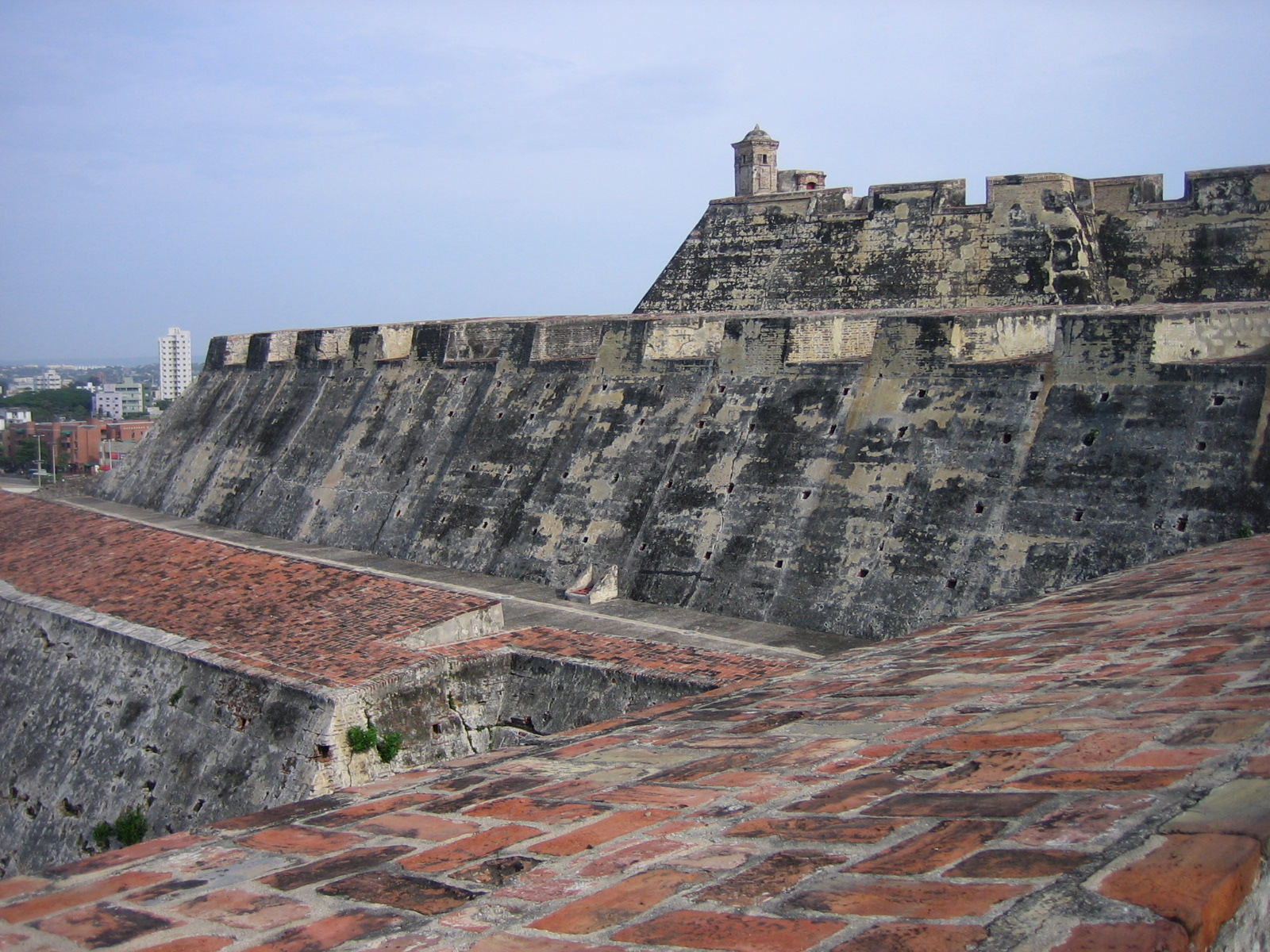
サン・フェリペ、コロンビアにあるスペインの城塞

アシエント（スペイン語：asiento）は、スペイン語で「契約」を意味する歴史用語で、王室がある特定の個人や団体に徴税や貿易などの独占権を与えることを意味した。日本語で「アシエント」という単語が用いられる際には、16世紀から18世紀半ばにかけてスペイン国王が特定の個人や会社と交わした黒人奴隷の供給契約を指すことが多い。

## アシエントの一般的仕組み
16世紀以降のスペイン国王は、ヨーロッパ各地での戦争を遂行するために、膨大な資金を必要としていた。しかし、この資金は通常の税収ではまかないきれず、商人たちからの前借りに依存することが多かった。例えば、フランドル地方でオランダなどの独立戦争が起きると、スペイン国王は軍への給与支払いなどの出費を余儀なくされた。そこで、スペイン国王と契約した商人グループが資金を調達し、それをフランドル地方に届けることと引換に、将来の国家収入から利息をつけた返済をうけることを取り決めたのが、もともとのアシエントである。このアシエントの返済には、特定の税源が割り当てられることが多く、しかも税の徴収そのものが商人グループに委託される傾向があった。

## 黒人奴隷アシエントの仕組み
黒人奴隷アシエントはこうしたスペイン王室の資金調達手法のヴァリエーションだと考えられる。この場合、ある商人グループが、王室に対して、一定の資金を前渡しする。引換として、彼らはアフリカから新大陸へ一定数の黒人奴隷を輸送して販売する権利を独占的に獲得する。したがって、奴隷の売却額から、奴隷貿易に必要なコスト（輸送料や奴隷購入資金）と王室への前渡金額、さらには奴隷取引にかかる税金や手数料を差し引いた額が、商人集団の収益になった。

## 黒人奴隷アシエントの歴史的展開
はじめはスペイン人やポルトガル人が個人や集団としてスペイン国王と契約し、17世紀後半にはジェノヴァ人やオランダ人も参加するようになった。1701年からはフランスのギニア会社と契約が結ばれた。
1713年にユトレヒト条約が結ばれるとイギリスの南海会社が契約し、年間4800人の奴隷と船1隻分の商品（500トン）を新大陸に供給する権利を獲得した。この契約は当初は会社に莫大な利潤がもたらすと考えられていたが、予想したほどの利益を上げることができなかったため、1750年にこの契約は放棄された。
その後は、カディス黒人会社が1765年から1779年に契約をおこなったが、供給量は年間1000人以下に落ち込み、これ以降は契約はおこなわれていない。